# Suhpalacsa umbratus
Suhpalacsa umbratus is een insect uit de familie van de vlinderhaften (Ascalaphidae), die tot de orde netvleugeligen (Neuroptera) behoort. 
Suhpalacsa umbratus is voor het eerst wetenschappelijk beschreven door New in 1984.